# Дудкі (Мазовецьке воєводство)
Дудкі (пол. Dudki) — село в Польщі, у гміні Троянув Ґарволінського повіту Мазовецького воєводства.
Населення — 316 осіб (2011).
У 1975-1998 роках село належало до Седлецького воєводства.

## Демографія
Демографічна структура станом на 31 березня 2011 року:
|          | Загалом | Допрацездатний вік | Працездатний вік | Постпрацездатний вік |
| -------- | ------- | ------------------ | ---------------- | -------------------- |
| Чоловіки | 165     | 41                 | 103              | 21                   |
| Жінки    | 151     | 39                 | 79               | 33                   |
| Разом    | 316     | 80                 | 182              | 54                   |